# Ігліцький сільський округ
Іглі́цький сільський округ (каз. Игілік ауылдық округі, рос. Игликский сельский округ) — адміністративна одиниця у складі Сарисуського району Жамбильської області Казахстану. Адміністративний центр — село Ондіріс.
Населення — 2478 осіб (2021; 2627 у 2009, 2581 у 1999, 3089 у 1989).
Станом на 1989 рік існувала Комунарська сільська рада (села Комунар, Ондіріс, Талас). 1997 року Комунарський сільський округ був ліквідований та приєднаний до складу Байкадамського сільського округу, однак 2001 року округ був відновлений вже як Ігліцький сільський округ. Село Талас було ліквідовано 2019 року.

## Склад
До складу округу входять такі населені пункти:
| Населений пункт | Старі назви | Населення, осіб (1989) | Населення, осіб (1999) | Населення, осіб (2009) | Населення, осіб (2021) |
| --------------- | ----------- | ---------------------- | ---------------------- | ---------------------- | ---------------------- |
| Ігілік, село    | Комунар     | 1388                   | 1217                   | 1301                   | 1306                   |
| Ондіріс, село   | -           | 1603                   | 1364                   | 1326                   | 1171                   |
| --Талас, село   | -           | 98                     | -                      | -                      | 1                      |